# Urdolmen von Dobersdorf
Der Urdolmen von Dobersdorf (auch Dobersdorf III genannt) liegt südwestlich des Dobersdorfer Sees direkt über einer Böschungsmauer nördlich der K 39, etwa 300 m bevor sie in die Dorfstraße (K 31) mündet, im Kreis Plön in Schleswig-Holstein.
Die Megalithanlage der Trichterbecherkultur (TBK) mit der Sprockhoff-Nr. 183 entstand zwischen 3500 und 2800 v. Chr.

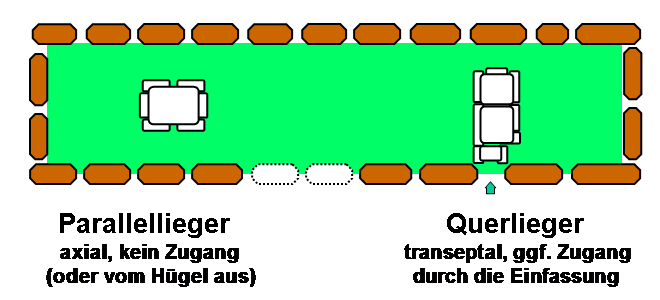
Querlieger rechts – wie in Katharinenhof – und Längslieger

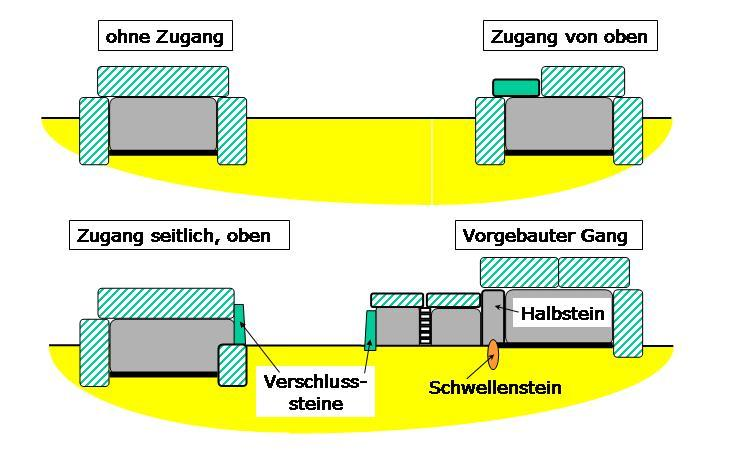
Katharinenhof entspricht dem Bild links unten

Das Großsteingrab hat noch sein Hünenbett von etwa 19 × 5,5 m, das anhand der verbliebenen, aber größtenteils verkippten etwa 70 % der Einfassungssteine gut zu erkennen ist. Die Kammer des „Parallelliegers“ (ein zum Hünenbett gleichgerichteter Urdolmen) ist mit 1,8 × 0,5 m relativ klein. E. Sprockhoff fand je zwei Tragsteine an den Längsseiten und je einen an den Schmalseiten. Ein Deckstein liegt neben der Kammer, der zweite, der offenbar als Zugang diente, ist verschwunden. In der Kammer wurde 1951 bei einer Grabung ein Steinbeil gefunden.